# Terri Nunn
Terri Kathleen Nunn (Baldwin Hills, Los Ángeles, 26 de junio de 1961), más conocida como Terri Nunn, es una cantante y actriz estadounidense, vocalista de la popular banda de new wave / synth pop Berlín.
En 1981, se reincorporó al grupo como vocalista y pronto forjó su carrera discográfica en la banda.
Su mayor éxito en Berlín fue en 1986 con el sencillo «Take My Breath Away», tema de amor como parte del filme Top Gun y de la banda sonora homónima (la más importante en ventas del álbum). Esta balada se caracteriza por un notable sonido cadencioso y melancólico, así como por la predominancia de un bajo de sintetizador. Con esta fórmula, alcanzó el puesto número 1 en el Billboard Hot 100. 
También cantó otras canciones populares, incluyendo Sex (I'm A...), The Metro, You Don't Know, No More Words y Masquerade.
Nunn actuó en numerosos espectáculos de televisión en los setenta y ochenta: T. J. Hooker, Lou Grant y James at 15. 
También actuó en 1978 en la película Thank God It's Friday (titulada en Latinoamérica como Gracias a Dios que es viernes y en España como ¡Por fin es viernes!) y en 1979 tuvo un papel papel en la serie de televisión estadounidense de corta duración Time Express (El Expreso del Tiempo en Hispanoamérica) transmitida entre abril y mayo de 1979 en la cadena CBS.
En 1985, Nunn dejó Berlín y grabó la canción «Dancing in Isolation» para la película Better Off Dead.
En 1989, interpreta Romance a dúo con Paul Carrack, una canción basada en un éxito de sintetizador de una banda alemana. La canción apareció en la banda sonora de la película Sing.
A principios de los años noventa, fue corista del grupo The Sisters of Mercy.
En 1991, lanzó Moment of Truth —su álbum debut como solista— con la ayuda de David Z, productor de Prince, y de la compañía grabadora discográfica Paisley Park Records.
Nunn obtuvo los derechos de uso del nombre de la banda Berlín en 1996, y la reformó con nuevos miembros, que comenzaron la grabación y giras. Berlín lanzó dos EP (Fall Into Heaven y Fall Into Heaven 2) en 1999, seguido de su primer álbum en vivo, Sacred and Profane en 2000. Voyeur llegó a las tiendas en 2002. 4Play (2005) contiene temas originales y versiones de algunas de las canciones favoritas de la banda.
En 2008, Nunn contribuyó en el libro Cherry Bomb, de Carrie Borzillo-Vrenna.
En 2009, recorrió todos los Estados Unidos en el Regeneration Tour.
Con el grupo Berlín, estuvo de gira con INXS en el verano de 2011.
Nunn fue coconductora de Between the Sheets (Entre las sábanas), un pódcast en la estación de radio por internet Hottalkla.com. 
En enero de 2012, Terri estrenó en Los Ángeles un programa de radio propio en la estación KCSN (88.5 FM) con entrevistas y actuaciones en vivo. 
En septiembre de 2013, Nunn y Berlín lanzaron su «electrónico y especialmente orientado al baile» álbum Animal.

## Vida personal
Nunn está casada con el abogado Paul Spear. Ella tiene una hija y dos hijastros. Uno de sus hijastros es médico en el Ejército de los Estados Unidos. Vive con su familia en Santa Rosa Valley desde 2012.
Nunn es vegana, anteriormente fue vegetariana, desde los diecinueve años de edad.